# Гуттен-Чапский, Юзеф Наполеон
 Юзеф Казимеж Сульпичуш Наполеон Гуттен-Чапский , также известный под именем —  Юзеф Наполеон (пол. Józef Kazimierz Sulpicjusz Napoleon Hutten-Czapski ; 25 марта 1797, Быдгощ — 17 сентября 1852, Смогулец) — польский дворянин, участник Ноябрьского восстания (1830—1831), активист за независимость и эмигрант, отец Богдана Чапского.

## Биография

### Юность
Он родился 25 марта 1797 года в Быдгоще. Единственный сын графа Юзефа Гжегожа Лонгина Чапского (1760—1810), генерала королевских войск, и Марианны Корнелии Плавинской (ок. 1770—1810). Первые уроки он брал в Быдгоще. Затем учился в Коллегии пиаристов в Варшаве, которую окончил в 1815 году.
Назначенный по завещанию единственным наследником отца, он вступил после его смерти (1810) в спор со своим дядей Николаем Чапским (1753—1833), который отрицал его принадлежность к семье и права на наследство. Автор биографии в Польском биографическом словаре, родственница Мария Чапская, упоминает некоторые предпосылки о том, что Юзеф Наполеон Гуттен-Чапский был внебрачным сыном, поздно признанным отцом. В результате спора ему пришлось довольствоваться одним отцовским фольварком Орлов недалеко от Дзялдово в Пруссии. Прусские власти не хотели признавать его дворянства или даровать ему титул графа. В этой ситуации он продал ферму и переехал в окрестности Быдгоща. Он демонстративно называл себя «крестьянином» и с тех пор использовал свое подтверждающее имя Наполеон.
В 1818—1821 годах он слушал лекции в университете во Вроцлаве и организовал местную многочисленную польскую общину в академическую корпорацию «Полония» по образцу запрещённых тогда немецких Буршеншафтов, установил контакты с либеральной немецкой молодёжью и с тайными антироссийскими организациями в Царстве Польском. Эти действия были обнаружены полицией, Юзеф Гуттен-Чапский был приговорён к двум месяцам заключения в крепости и исключён из университета. После освобождения он переехал в Российские владения, где купил имение Осувки в Мазовецком воеводстве. Первоначально российские власти подтвердили его титул графа, но после получения доклада Николая Новосильцева, в котором он был представлен как лидер интернационалистического революционного молодёжного движения, охватывающего всю Европу, и как une des plus mauvaises têtes de l’Université de Breslau (один из худших идиотов во Вроцлавском университете), великий князь Константин Павлович приказал отменить решение.
В последующие годы Юзеф Наполеон много путешествовал. Некоторое время он пробыл в Быдгоще, где был соорганизатором и одним из руководителей патриотического заговора, обнаруженного прусскими властями в 1830 году. У одного из заговорщиков из Быдгоща был обнаружен большой запас оружия, припасов для стрельбы и медикаментов, которые Гуттен-Чапский присылал из Парижа.

### Ноябрьское восстание
Вспышка Ноябрьского восстания застала Юзефа Гуттен-Чапского в Париже, где, веря во Францию в помощь польским повстанцам, он произносил речи в честь Польши и польско-французского братства, в том числе на похоронах Бенджамина Константа. Он попал в Польшу в январе 1831 года по фальшивому французскому паспорту. С апреля того же года он служил в кавалерийском полку познанских добровольцев и участвовал в различных боях и стычках, в том числе недалеко от Минска, Остроленки, Лысобоки, Потичи и Неборова. Награждён Золотым крестом ордена Virtuti Militari за боевые действия во время экспедиции на Седльце. С мая по август он был полевым адъютантом главнокомандующего генерала Яна Скшинецкого. 11 мая 1831 года произведён в подпоручики, а 31 июля — в поручики.
Сражался при осаде Варшавы, до которой ему удалось добраться вопреки приказу (его полк в обороне города участия не принимал). Видя провал восстания, он произносил агитационные речи, требуя линчевания генералов, за что его хотели предать военному суду. Арестован генералом Генриком Дембинским, освобождён генералом Яном Круковецким. 24 сентября 1831 года он получил паспорт для поездки во Францию, Англию и другие страны Европы с исследовательскими целями, но больше не мог им пользоваться.
После падения восстания он перешёл границу с повстанческой армией и под изменённым именем пробрался через Пруссию. Прусские власти называли его Робеспьером восстания и выдали ордер на его арест. Узнанный и осуждённый в Гданьске прусским офицером, он был арестован на две недели.

### В изгнании
14 декабря 1831 года Юзеф Наполеон сел на английский корабль и в конце января 1832 года высадился на ирландском побережье в Дублине, где был встречен овациями. Он произносил патриотические речи, цитируемые ирландскими газетами, на многочисленных митингах, что привлекло внимание полиции. Его обвинили в революционной деятельности и незаконном проживании в Великобритании, а затем он был оштрафован на 60 фунтов стерлингов. Большая часть ирландского населения встала на его сторону: для покрытия штрафа был организован уличный сбор средств, для него были устроены публичные лекции во многих ирландских городах, приносивших хороший доход, и ему разрешили остаться в Англия, куда он переехал в апреле 1832 года. Он пробыл в Англии почти год. По пути в Лондон он остановился в Бирмингеме и принял участие в большом митинге за системные реформы. 23 мая он был включён в состав политической делегации из Бирмингема, принятой лордом-мэром Лондона. В начале 1833 года друзья из масонских лож добыли для него французский паспорт на имя Джозефа Чепмена.
1833—1837 годы были периодом постоянных агитационных поездок Гуттен-Чапского из Парижа в Швейцарию, где он вместе с другими молодыми революционерами и карбонариями 15 апреля 1834 года основал союз «Молодая Европа», в который вошли «Молодая Италия», «Молодая Германия» и «Молодая Польша». Он также побывал в Италии, Алжире, Испании и Лондоне, куда Джузеппе Мадзини был изгнан из Италии. В 1841 году он отправился с поддельным паспортом как ирландец О’Брайен в Германию (Мюнхен, Аугсбург и Франкфурт-на-Майне). Везде его восторженно встречали коллеги из организации «Молодая Германия», которые дали ему возможность выехать на конгресс в Польшу. В 1842 году он был арестован в Аахене за использование фальшивого паспорта и дважды судим. После условно-досрочного освобождения в ожидании решения Верховного суда в Берлине он уехал во Францию, где оставался до 1847 года. Там он занимался исследовательской и издательской деятельностью. Находясь в ссылке, он был известен своей преданностью эмигрантам.

### Возвращение в Польшу
С 1844 года Юзеф Наполеон ходатайствовал о разрешении на поселение в Пруссии. В 1846 году, после оправдательного приговора Верховного суда в Берлине, около 1847 года вернулся в Великую Польшу. Однако в Великопольском восстании 1848 года он уже не участвовал, но «снискал расположение тактом, образованностью и, может быть, своим высоким масонским достоинством». В сентябре 1852 года, как представитель местного дворянства, он отправился на церемонию открытия железной дороги Быдгощ-Пила королем Фридрихом-Вильгельмом IV и заразился холерой. Лечился в Смогулце, скончался 17 сентября 1852 года и был там похоронен.

### Семья
29 января 1850 года в Павловице Юзеф Чапский женился на Элеоноре Лауре Чарнецкой (1815—1875), дочери генерала Станислава Костки Мельжинского, владельца Смогулца и Голаньча, брошенной в 1846 году её первым мужем поэтом Каролем Чарнецким (1804—1888). В 1851 году у них родился сын Богдан Францишек Серваций Гуттен-Чапский (1851—1937), впоследствии ставший политиком. После его смерти Элеонора покинула Смогулец и больше туда не вернулась.